# Scatella victoria
Scatella victoria är en tvåvingeart som först beskrevs av Cresson 1935.  Scatella victoria ingår i släktet Scatella och familjen vattenflugor. Inga underarter finns listade i Catalogue of Life.